# Ciudad metropolitana de Génova
La ciudad metropolitana de Génova (en italiano: Città Metropolitana di Genova) es un ente territorial de área vasta de la región de Liguria, en Italia.
Su capital y ciudad más poblada es Génova. Desde el 1 de enero de 2016 la ciudad metropolitana reemplazó a la provincia de Génova.
Limita al oeste con la provincia de Savona; al norte con el Piamonte (provincia de Alessandria); al este con Emilia-Romagna (provincia de Plasencia y provincia de Parma); y al sureste y al sur con la provincia de La Spezia y el mar de Liguria.

## División administrativa
La ciudad metropolitana consta de 67 comuni (municipios):
- Arenzano
- Avegno
- Bargagli
- Bogliasco
- Borzonasca
- Busalla
- Camogli
- Campo Ligure
- Campomorone
- Carasco
- Casarza Ligure
- Casella
- Castiglione Chiavarese
- Ceranesi
- Chiavari
- Cicagna
- Cogoleto
- Cogorno
- Coreglia Ligure
- Crocefieschi
- Davagna
- Fascia
- Favale di Malvaro
- Fontanigorda
- Génova
- Gorreto
- Isola del Cantone
- Lavagna
- Leivi
- Lorsica
- Lumarzo
- Masone
- Mele
- Mezzanego
- Mignanego
- Moconesi
- Moneglia
- Montebruno
- Montoggio
- Ne
- Neirone
- Orero
- Pieve Ligure
- Portofino
- Propata
- Rapallo
- Recco
- Rezzoaglio
- Ronco Scrivia
- Rondanina
- Rossiglione
- Rovegno
- San Colombano Certenoli
- Sant'Olcese
- Santa Margherita Ligure
- Santo Stefano d'Aveto
- Savignone
- Serra Riccò
- Sestri Levante
- Sori
- Tiglieto
- Torriglia
- Tribogna
- Uscio
- Valbrevenna
- Vobbia
- Zoagli

## Historia

### De la prehistoria al Imperio romano
Numerosas evidencias del Neolítico a la Edad del Hierro han sido halladas en la zona costera en las montañas de la provincia. Uno de los hallazgos más espectaculares ha sido la Necrópolis encontrada en Chiavari, en Tigullio, haciendo suponer a los historiadores de un asentamiento humano en la zona en la era prehistórica. La población dominante fue sobre todo la de los ligures, que se extendieron a la franja del noroeste de Italia.
En torno al siglo II a. C. la República romana inició el sometimiento de los ligures, en el intento de crear una legión romana. La conquista resultó para los romanos muy ardua, a causa de la fuerte tenacidad y resistencia de la población, y de la división política de los ligures entre la alianzas entre Cartago y Roma.
El 'ejército romano ocupó la región genovesa, con esfuerzo notable, creando la histórica IX Región del Imperio romano.

### Del Medioevo a la República de Génova

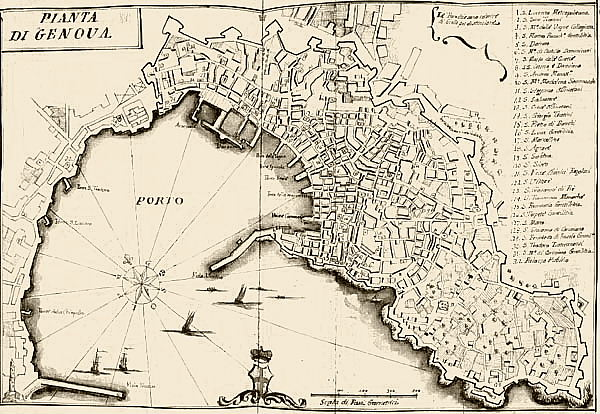
Mapa del el Golfo de Génova

Durante el Medioevo las ciudades se vieron dominadas por las familias señoriales de la época como los Fieschi, Spinola, Doria y Malaspina las más conocidas.
Las comunas más grandes se dividieron en capitanías, entrando en la escena política de la República de Génova.

## Las instituciones de la provincia

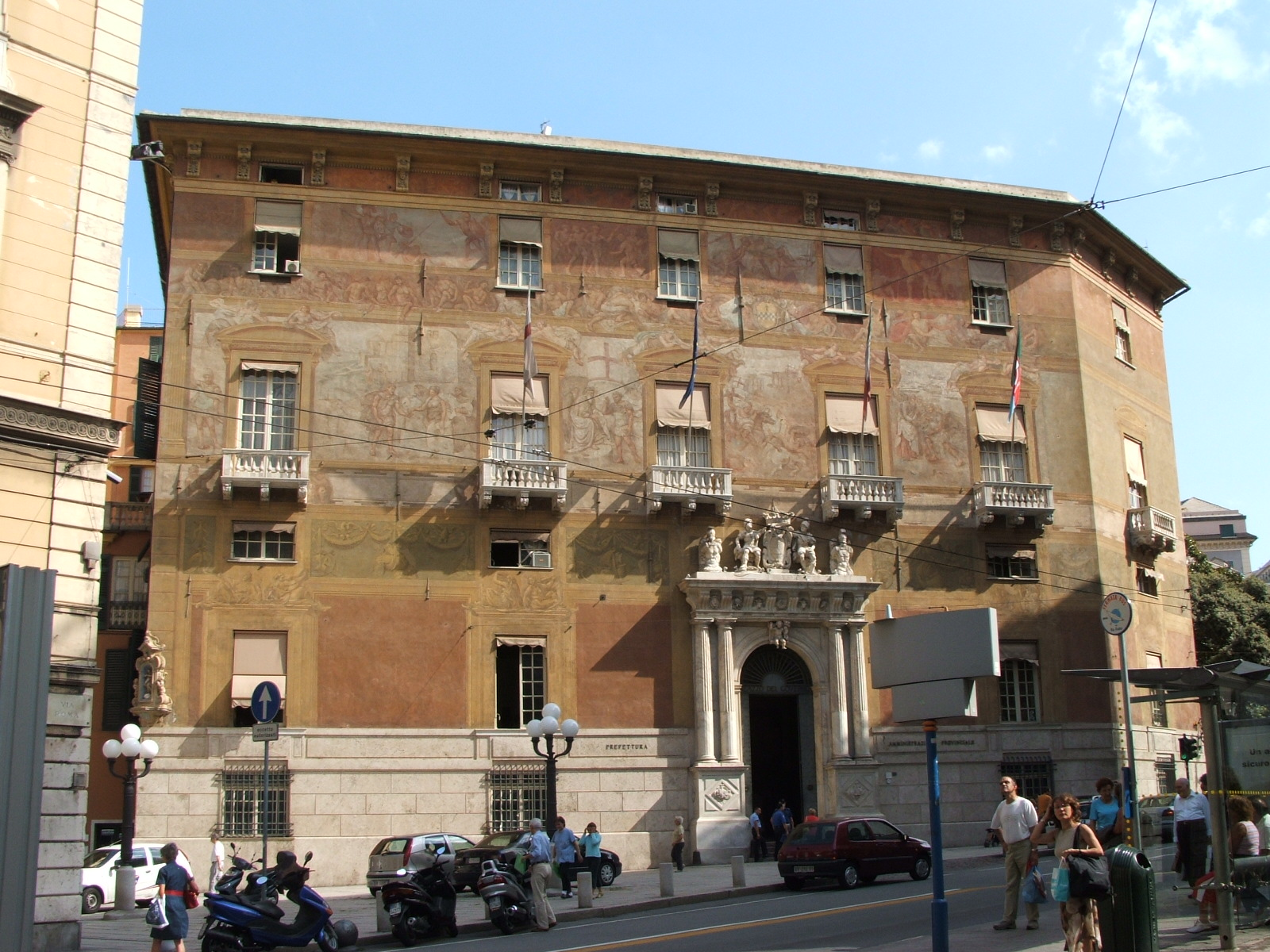
Palacio Doria Spinola, sede de la Prefectura de la Amministración Provincial.

La Provincia de Génova está constituida, por el Real Decreto del rey Víctor Manuel II, el 1° de marzo de 1860 con la participación del presidente provincial el abogado Antonio Caveri. En ese año la Liguria estaba dividida endos grandes provincias, una era Génova y la otra la Provincia de Puerto Maurizio (comuna que se unirá a Oneglia en el año 1908 con el nombre actual de Imperia). El área genovesa fue dividida en cinco divisiones administrativas: el oeste Albenga, Savona y Génova, Chiavari y La Spezia al este. La subdivisión corresponderá aproximadamente a la que tendría en la República de Génova, terminada abruptamente con la intervención de Francia y el Reino de Cerdeña. El 27 de abril de 1875 el rey Vittorio Emanuele II, mediante Real Decreto, oficializó el nuevo sistema provincial. El sistema fue nuevamente modificado en el 1933, con el advenimiento del Fascismo.

## Demografía
| Gráfica de evolución de Ciudad metropolitana de Génova entre 2010 y 2023 |
|                                                                          |
| Fuente: ISTAT.                                                           |

## Geografía
La geografía de Liguria está dividida en tres partes: el mar, las sierras y la montaña.
También la provincia genovesa está dividida en esas categorías territoriales, regalando a veces panoramas como acantilados empinados sobre el mar o de pequeñas ciudades bajo las montañas.
Génova, gran ciudad costera y avanzada del monte circundante. En la provincia está presente ocho comunidad de montaña, cuatro parques regionales y un área marina protegida.(Reserva marina de Portofino).
La zona geográfica es muy rica en turismo, más allá de la ciudad de Génova y sus alrededores, están el Golfo Paraíso y el del Tigullio.
A pesar de la diversidad que hay en el panorama turístico, gracias a la acertada publicidad en el ámbito nacional, son muchos los italianos y también extranjeros que eligen los pueblos pintorescos para disfrutar de sus vacaciones en Liguria.

### Orografía
| Nombre          | Altura (m) | Ubicación                               |
| --------------- | ---------- | --------------------------------------- |
| Monte Reisa     | 1.183 m    | Parque natural regional de Beigua       |
| Monte dee Figne | 1.172 m    | Parque regional de Capanne de Marcarolo |
| Monte Rama      | 1.148 m    | Parque natural regional de Beigua       |
| Monte Liprando  | 1.122 m    |                                         |
| Bec de Dente    | 1.107 m    | Parque natural regional de Beigua       |
| Monte Argentea  | 1.082 m    | Parque natural regional de Beigua       |
| Monte Leco      | 1.072 m    | Valle Polcevera                         |
| Punta Martin    | 1.001 m    |                                         |
| Monte Antola    | 1.597 m    | Parque natural regional de Antola       |
| Monte Prelà     | 1.406 m    | Torriglia                               |
| Monte Buio      | 1.400 m    | Parque natural regional de Antola       |
| Monte Taccone   | 1.113 m    | Valle Polcevera                         |
| Monte Candeozzo | 1.036 m    |                                         |
| Monte Bano      | 1.035 m    | Montoggio                               |

| Denominazione     | Altezza (m) | Luogo                            |
| ----------------- | ----------- | -------------------------------- |
| Monte Maggiorasca | 1.799 m     | Parque natural regional de Aveto |
| Monte Penna       | 1.735 m     | Parque natural regional de Aveto |
| Monte Bregaceto   | 1.711 m     | Parque natural regional de Aveto |
| Monte Aiona       | 1.692 m     | Parque natural regional de Aveto |
| Monte Tomarlo     | 1.602 m     | Parque natural regional de Aveto |
| Groppo Rosso      | 1.593 m     | Parque natural regional de Aveto |
| Monte degli Abeti | 1.542 m     |                                  |
| Monte Oramara     | 1.522 m     |                                  |
| Monte Montarlone  | 1.500 m     |                                  |

| Denominazione    | Altezza (m) | Luogo                            |
| ---------------- | ----------- | -------------------------------- |
| Rocca Bruna      | 1.418 m     |                                  |
| Monte Zatta      | 1.404 m     | Parque natural regional de Aveto |
| Monte Ramaceto   | 1.345 m     | Parque natural regional de Aveto |
| Monte Collere    | 1.288 m     |                                  |
| Monte Caucaso    | 1.245 m     |                                  |
| Monte Porcile    | 1.240 m     |                                  |
| Monte Posasso    | 1.236 m     | Parque natural regional de Aveto |
| Monte Fascia     | 1.195 m     | Parque natural regional de Aveto |
| Monte Pagliaro   | 1.180 m     | Parque natural regional de Aveto |
| Monte Chiappozzo | 1.126 m     | Parque natural regional de Aveto |
| Monte Alpe       | 1.094 m     |                                  |
| Monte Agugiaia   | 1.090 m     | Parque natural regional de Aveto |
| Monte Zenone     | 1.053 m     |                                  |
| Monte Cucco      | 1.049 m     | Parque natural regional de Aveto |

#### Pasos
| Denominación      | Altura (m) |
| ----------------- | ---------- |
| Paso de Faiallo   | 1.061 m    |
| Paso de Turchino  | 532 m      |
| Paso de Bocchetta | 1.072 m    |
| Paso de Giovi     | 472 m      |
| Paso de Bocco     | 956 m      |

## Hidrografía

### Ríos
Área de Génova

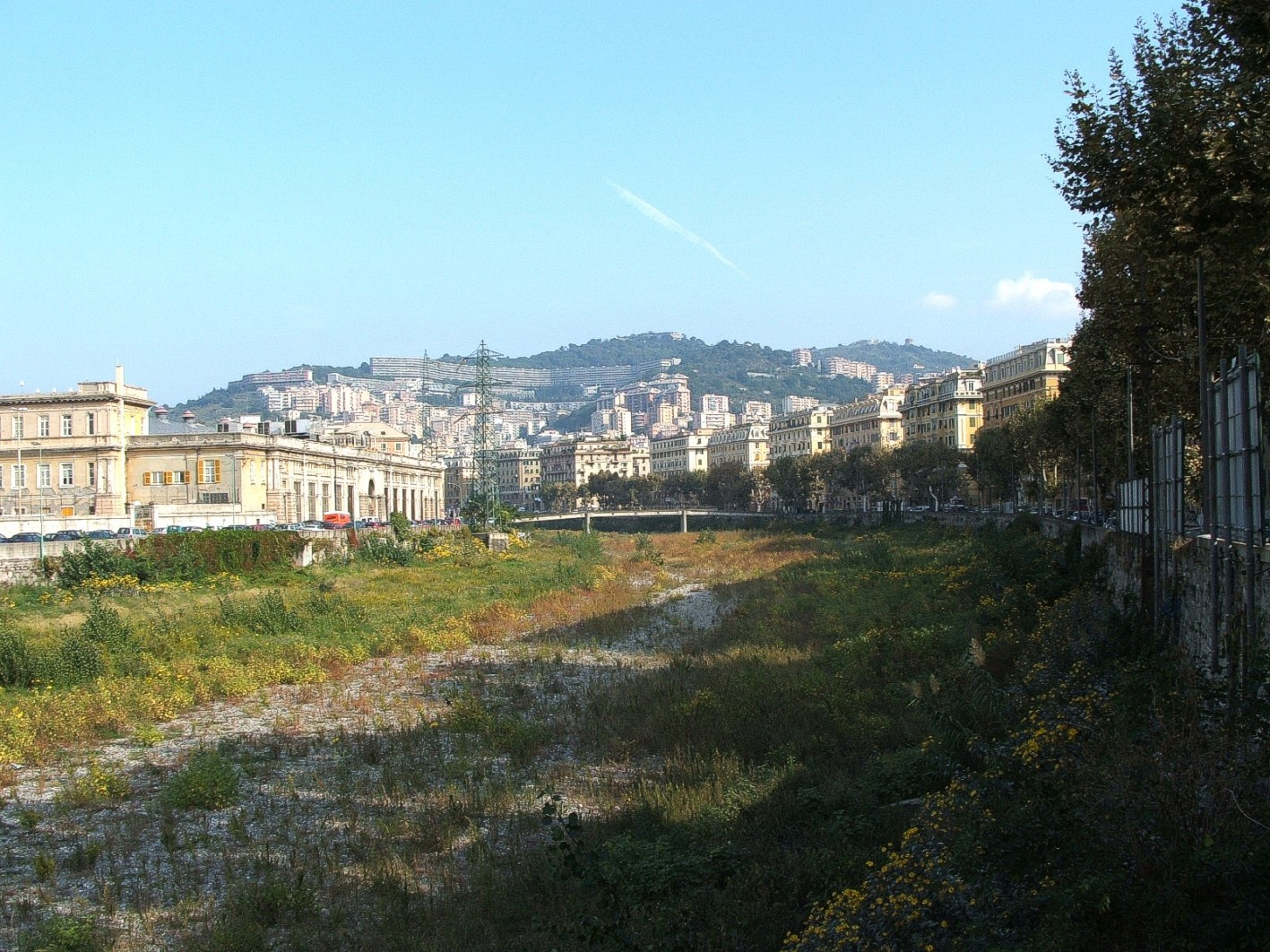
El Bisagno.

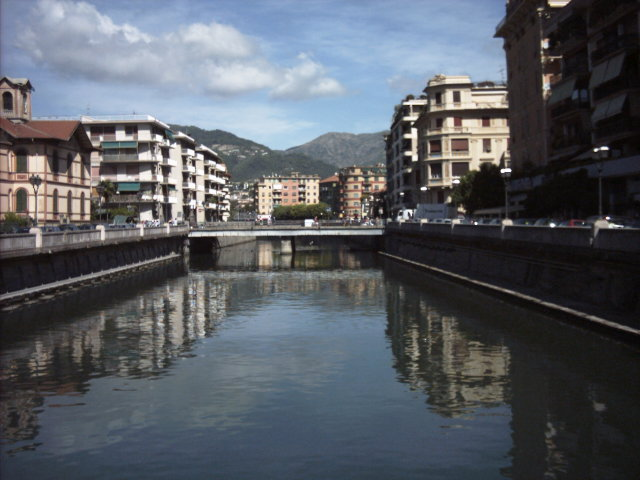
El Boate.

- El Stura: en la zona de Rossiglione, Campo Ligure y Masone.
- El Polcevera: zona oeste de Génova. El torrente discurre por los barrios de Cornigliano y Sampierdarena.
- El Bisagno: divide en dos la ciudad de Génova.
- El Scrivia: ingresa a la geografía genovesa, en la comuna de Casella confluye en El Brevenna cerca de Montoggio se dividen para desembocar en el Lago de Val Noci.
- El Brevenna: confluye con el Scrivia cerca de Casella.

Área de Tigullio - Valle Fontanabuona - Valle de Aveto
- El Trebbia: nace en Genovesato desde el monte Prelà y atraviesa la Provincia de Piacenza para desembocar en el Po al oeste de Piacenza.
- El Lavagna: nace en el Valle Fontanabuona. En Carasco encuentra otro río (El Sturla, El Penna y El Graveglia) para desembocar en el mar tras atravesar las ciudades de Chiavari y Lavagna.
- El Aveto: nace en el valle de donde toma el nombre, el Valle de Aveto.
- El Sturla.
- El Penna.

Los dos nacen en el lago de Giacopiane, en el municipio de Borzonasca, para después desembocar en el Lavagna.
- El Graveglia: nace cerca del monte Zatta en Valle Graveglia para después desembocar en el Lavagna.

### Lagos
En la provincia están presentes cinco lagos de notable importancia turística, además son importantes como recursos hídricos para la ciudad de Génova.
| Nombre             | Zona geográfica                                                                      | Comuna de                   |
| ------------------ | ------------------------------------------------------------------------------------ | --------------------------- |
| Lago de Ortiglieto | Comunidad Montañaa Valle Stura y Orba                                                | Rossiglione                 |
| Lago Lungo         | Comunidad Montaña Valle Polcevera                                                    | Campomorone                 |
| Lago de Val Noci   | Comunidad Montaña Valle Scrivia                                                      | Montoggio                   |
| Lago del Brugneto  | Comunidad Montaña Valle Trebbia                                                      | Propata Rondanina Torriglia |
| Lago de Giacopiane | Comunidad Montañaa Valle Aveto, Graveglia y Sturla Parque natural regional del Aveto | Borzonasca                  |

## Mar
Los municipios de la provincia que tienen costa son 16 de los 67 totales.
Dos de ellos Arenzano y Cogoleto, en la Rivera del Ponente mientras los restantes están localizados en la Rivera del Levante.Génova divide de facto las dos riveras ligures.
Si las costas del poniente resultan principalmente bajas las del Levante de Liguria son principalmente altas e irregulares.
Las localidades sobre la costa supieron en los años desarrollar su turismo realmente gracias al aporte del mar, tomándose el cuidado él y del suyo propio.
En el 2005 una financiación de la Asesoría del Turismo de la provincia permitió la compra de pequeños barcos para la limpieza estival de las aguas del golfo del Tigullio. En el período otoñal y de invierno las fuertes tormentas de mar devastan cada año las costas, pero rápidamente son reconstituidas por los municipios durante la primavera.

## Clima
El clima es el típico del Mediterráneo, como en el resto de la región y la suave temperatura media es un fuerte reclamo turístico. Durante la estación invernal la temperatura, en el centro sobre la costa, está en torno a los 7-8 °C de media. Raramente la nieve desciende sobre las ciudades costeras, más probable es en las ciudades del interior como en Santo Stefano de Aveto meta invernal de los esquiadores ligures. En el período estival pocas veces se supera los 35° grados, pero la presencia de una fuerte humedad contribuye a crear un clima muy húmedo que se siente en el cuerpo más grados que los que realmente hay.
No obstante la región es destino vacacional, eligiéndose la provincia y su rivera para "abrigarse" durante el invierno y refrescarse durante el verano.

## Transportes

### Red ferroviaria

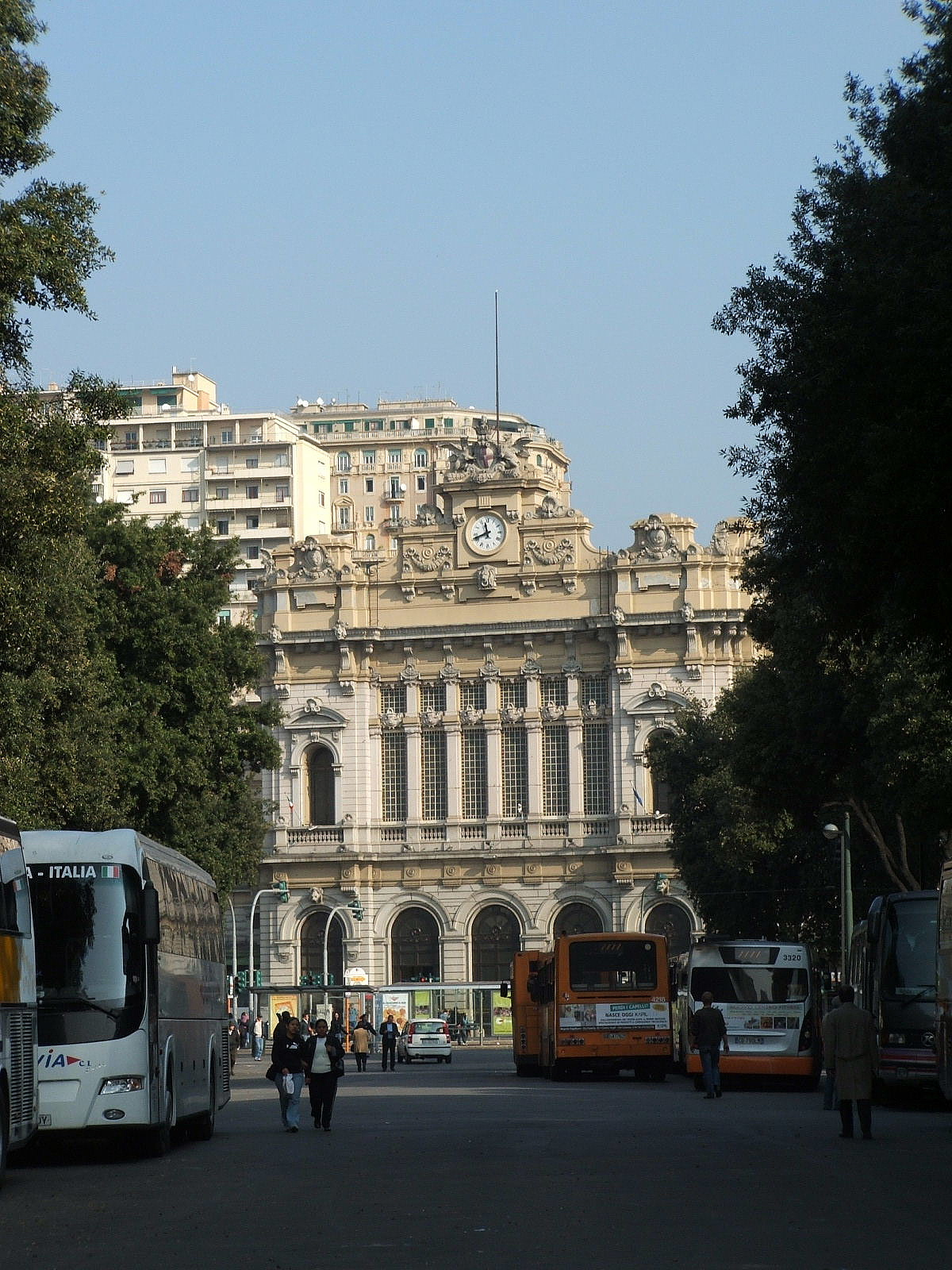
La stación ferroviaria de Génova Brignole.

la Metropolitana de Génova

Las líneas que atraviesan la provincia:
- línea regional Génova - Savona
- línea interregional Génova - Ovada - Acqui Terme.
- línea interregional Génova - Milán.
- línea regional Génova - La Spezia.

Le stazioni capolinea delle tratte:
- Génova Voltri
- Génova Porta Principe
- Génova Brignole
- Génova Nervi
- Recco
- Sestri Levante

También existe una línea ferroviaria local, la Génova-Casella.

## Arte y monumentos

### Museos
|                         | Museos                                                                                                 |
| ----------------------- | --- |
| Arenzano                | Museo de la tecnología para el medio ambiente (Muvita)                                                 |
| Camogli                 | Museo Marino "Gio Bon Ferrari"                                                                         |
| Camogli                 | Museo Arqueológico                                                                                     |
| Campo Ligure            | Museo de Filigrana                                                                                     |
| Campomorone             | Museo de Marionetas                                                                                    |
| Campomorone             | Museo de Paleontología y Mineralogía                                                                   |
| Casarza Ligure          | Museo "Parma Gemma"                                                                                    |
| Chiavari                | Museo "Lorenzo Garaventa" de la Sociedad Económica de Chiavari                                         |
| Chiavari                | Museo Archeologico per la Prehistoria y Protostoria del Tigullio                                       |
| Chiavari                | Museo Diocesano de Arte Sacra                                                                          |
| Chiavari                | Museo Histórico del Risorgimento de la Sociedad Económica de Chiavari                                  |
| Chiavari                | Museo de Física y Meteo-sismología "G. Sanguineti - G. Leonardini" del Seminario Vescovile di Chiavari |
| Chiavari                | Cívica Galleria di Palazzo Rocca                                                                       |
| Chiavari                | Quadreria della Società Economica di Chiavari                                                          |
| Cicagna                 | Museo dell'Ardesia                                                                                     |
| Cicagna                 | Museo Storico Archeologico                                                                             |
| Favale di Malvaro       | Museo dell'Emigrante "Casa Giannini"                                                                   |
| Masone                  | Museo Cívico "A. Tubino"                                                                               |
| Montebruno              | Museo del Sacro dell'Alta Val Trebbia                                                                  |
| Montebruno              | Museo di Cultura Contadina dell'Alta Val Trebbia                                                       |
| Rapallo                 | Museo del merletto                                                                                     |
| Rapallo                 | Museo "Attilio e Cleofe Gaffoglio"                                                                     |
| Rapallo                 | Museo della Civiltà contadina "G. Pendola"                                                             |
| San Colombano Certenoli | Museo Marinaro "Tommasino-Andreatta"                                                                   |
| Rondanina               | Museo della Flora e della Fauna                                                                        |
| Santa Margherita Ligure | Museo "Vittorio G. Rossi"                                                                              |
| Savignone               | Museo degli Alpini                                                                                     |
| Savignone               | Museo Archeologico Alta Valle Scrivia                                                                  |
| Sestri Levante          | Galleria "M. Rizzi"                                                                                    |
| Valbrevenna             | Museo Etnológico Alta Valle Scrivia                                                                    |

### Arquitectura religiosa
|                | Iglesias, santuarios y oratorios                        |
| -------------- | ------------------------------------------------------- |
| Bogliasco      | iglesia parroquial de la Natività di Maria Santissima   |
| Bogliasco      | iglesia de la Ascensione di Nostro Signore Gesù Cristo  |
| Bogliasco      | iglesia de San Bernardo                                 |
| Camogli        | iglesia de Santa María                                  |
| Camogli        | Abadía dei San Fructuoso                                |
| Cogoleto       | iglesia di Cogoleto                                     |
| Cogorno        | Basílica de Fieschi                                     |
| Cogorno        | Oratorio de Fieschi                                     |
| Chiavari       | iglesia de San Giovanni Battista                        |
| Lavagna        | Iglesia de Santo Stefano                                |
| Moneglia       | Oratorio dei Disciplinanti                              |
| Pieve Ligure   | Chiesa di San Michele Arcangelo                         |
| Pieve Ligure   | Chiesa di Santa Croce                                   |
| Pieve Ligure   | Oratorio di Sant'Antonio Abate                          |
| Portofino      | Chiesa di San Martino                                   |
| Portofino      | Chiesa di San Giorgio                                   |
| Rapallo        | Basilica dei Santi Gervasio e Protasio                  |
| Rapallo        | Santuario Nostra Signora di Montallegro                 |
| Rapallo        | Chiesa di San Francesco                                 |
| Rapallo        | Chiesa di San Michele Arcangelo (San Michele di Pagana) |
| Rapallo        | Chiesa di San Pietro e San Paolo                        |
| Rapallo        | Chiesa di Sant'Anna                                     |
| Rapallo        | Chiesa di Santa Maria Assunta                           |
| Rapallo        | Monastero di Valle Christi                              |
| Rapallo        | Oratorio dei Bianchi                                    |
| Rapallo        | Ex Convento delle Clarisse                              |
| Recco          | Chiesa di Santa Maria di Megli                          |
| Recco          | Chiesa di San Martino en Polanesi                       |
| Sestri Levante | Chiesa di Santa Maria di Nazareth                       |
| Sori           | Chiesa parrocchiale di Sant'Apollinare                  |
| Sori           | Chiesa parrocchiale di Santa Margherita d'Antiochia     |
| Torriglia      | Chiesa di Torriglia                                     |
| Torriglia      | Chiesa di Pentema                                       |
| Zoagli         | Chiesa parrocchiale di San Martino                      |

### Castillos
|                         | Castillos              |
| ----------------------- | ---------------------- |
| Chiavari                | Castillo Doria         |
| Moneglia                | Castillo Villafranca   |
| Moneglia                | Castillo Monleone      |
| Pieve Ligure            | Castillo Cirla         |
| Portofino               | Castillo Brown         |
| Rapallo                 | Castillo sobre el mar  |
| Santa Margherita Ligure | Castillo del siglo XVI |